# Balance
Propellerhead Balance — USB-аудиоинтерфейс, разработанный шведской компанией Propellerhead, известной как производитель программного обеспечения для создания музыки и работы со звуком. Звуковая карта Balance поставляется вместе с Reason Essentials, специальной версией секвенсора Propellerhead Reason, но может использоваться и с другими DAW, поддерживающими технологию ASIO.

## Возможности
Звуковая карта Balance подключается к компьютеру и получает питание через интерфейс USB 2.0. Balance позволяет записывать звук с частотой дискретизации от 44.1 до 96кГц и разрядностью семплирования до 24 бит и осуществлять прямой мониторинг записи с задержкой, близкой к нулевой. Balance имеет 2 микрофонных XLR-входа с 48-вольтовым фантомным питанием, два гитарных входа с разъемами Jack 1/4, четыре балансных линейных входа с разъемами Jack 1/4, а также выход на наушники с разъемом того же типа и TRS-выходы для мониторной акустики. При работе под управлением OS X Balance не требует установки отдельного драйвера; пользователям Windows необходимо установить ASIO-драйвер, который поставляется вместе с устройством.
Balance позволяет одновременно записывать звук из двух источников и регулировать уровень входного сигнала для каждого из них. Поворотные регуляторы имеют 21 фиксированное положение, благодаря чему можно быстро установить одинаковые уровни сигнала для левого и правого входов. Выбрать источник записи можно с помощью кнопок, расположенных на верхней панели устройства — благодаря этому нет необходимости отключать кабели от входов, которые не задействованы в текущей записи. Там же находятся два больших регулятора, которые позволяют независимо изменять уровни выходного сигнала для наушников и мониторов.

## Интеграция с Reason
Помимо обычных функций, таких как запись, мониторинг и прослушивание, Balance обладает несколькими нестандартными возможностями, которые доступны только при использовании интерфейса вместе с программным обеспечением Reason и Reason Essentials:
- Clip Safe. Эта функция позволяет решить проблему, часто возникающую при цифровой записи звука: искажение сигнала при превышении уровня в 0 дБ (т. н. клиппинг). В режиме Clip Safe интерфейс Balance одновременно записывает две дорожки, одну — с громкостью, установленной пользователем, другую — с пониженным уровнем. Если в первой записи есть места с искажениями, то с помощью Reason пользователь может заменить её на второй вариант, который в большинстве случаев не будет иметь поврежденных участков.
- Кнопка Meter/Tuner. При работе в Reason нажатие на эту кнопку вызывает на экран большой индикатор уровня, с помощью которого можно следить за громкостью записываемого звука. Кроме того, в нижней части окна индикатора размещен тюнер для настройки гитары перед записью.
- Индикатор готовности к записи. Светодиоды, расположенные рядом с регуляторами уровня входа, позволяют быстро удостовериться в том, что в Reason создана дорожка для записи и к ней подключен соответствующий вход.

## Reason Essentials
Propellerhead Balance поставляется вместе с программой Reason Essentials, которая обладает меньшими возможностями по сравнению с полной версией Reason. В состав Reason Essentials входит синтезатор Subtractor, драм-машина Redrum, семплеры NN-XT, Dr. Octo Rex и другие инструменты и эффекты, а также библиотека звуков, патчей и пресетов. Количество MIDI- и аудиодорожек на один проект не ограничено.
Владельцы Balance могут получить полную версию Reason, приобретя обновление Reason 6 Upgrade.
Интерфейс Balance может заменить USB-устройство Ignition Key, которое используется для авторизации в Reason.

## Дизайн
Корпус Balance имеет угловую форму; на его поверхность нанесено чёрное покрытие из пластика soft-touch, нижняя часть отделана красным пластиком. К нижней части корпуса также прикреплены резиновые подложки, благодаря которым интерфейс не скользит по поверхности стола.
На задней панели расположены все входы и выходы интерфейса кроме выхода на наушники, который размещен впереди, на правом торце устройства. Кроме того, сзади находятся выключатели фантомного питания для микрофонных входов. Остальные управляющие элементы интерфейса вынесены на верхнюю поверхность устройства: регуляторы уровня входного и выходного сигнала, кнопки выбора входа для записи, кнопки включения режима Clip Safe и функций Mute/Direct Monitoring, Meter/Tuner. Кроме того, на верхней панели размещены световые индикаторы.

## Технические характеристики
- Двухканальный аудиоинтерфейс
- USB 2.0
- Предусилители класса Hi-end
- 24-битные ЦАП/АЦП класса Hi-end, частота дискретизации от 44,1 до 96 кГц
- Совместим с Mac OS Core Audio. ASIO-драйвер для Windows поставляется вместе с устройством
- Встроенный ключ авторизации Ignition Key
- Функция прямого мониторинга
- Регуляторы уровня входного сигнала
- Раздельные регуляторы уровня выходного сигнала на наушники и мониторы
- Кнопка заглушения выходного сигнала
- Размеры: длина 192 мм, ширина 130 мм, высота 70 мм
- Масса: 569 г
- Два микрофонных входа на разъёмах XLR с фантомным питанием 48 В
- Два гитарных входа Jack 1/4”
- Четыре балансных линейных входа Jack 1/4” (две стереопары)
- Выход на наушники Jack 1/4”
- Два балансных выхода TRS 1/4”

## Системные требования
Mac OS X
- ПК Mac с процессором Intel (настоятельно рекомендуется использование многоядерного процессора)
- 1 Гб ОЗУ
- DVD-дисковод
- Mac OS X версии 10.6.3 или более поздней
- 3 Гб свободного места на жестком диске (в процессе работы программе может понадобиться до 20 Гб)
- Рекомендовано наличие MIDI-интерфейса или клавиатуры
- Свободный порт USB 2.0
- Интернет-соединение для регистрации

Windows
- Процессор Intel Pentium 4 / AMD Opteron или более новый (настоятельно рекомендуется использование многоядерного процессора)
- 1 Гб ОЗУ
- DVD-дисковод
- Windows XP SP3, Vista или Windows 7 (Vista и Windows 7 только 64-битных версий)
- 3 Гб свободного места на жестком диске (в процессе работы программе может понадобиться до 20 Гб)
- Рекомендовано наличие MIDI-интерфейса или клавиатуры
- Свободный порт USB 2.0
- Интернет-соединение для регистрации